# 6 Wileńska Brygada Armii Krajowej
6 Brygada Partyzancka Armii Krajowej (zwana także Samodzielną, Dyspozycyjną, Wileńską) – polski oddział partyzancki Okręgu Wilno Armii Krajowej.
Żołnierze Brygady brali udział m.in. w walkach na WIleńszczyźnie, w bitwie o Wilno 6–7 lipca 1944 oraz na odcinkach zewnętrznych m.in. atakując linie komunikacyjne, jednostki niemieckiej policji, żandarmerii oraz oddziały Wehrmachtu. Po zajęciu Wilna przez Armię Czerwoną i aresztowaniu dowódcy 6 Brygady mjr Franciszka Koprowskiego „Konara”, kpt. Adam Boryczka objął dowództwo Brygady i wycofał się do Puszczy Rudnickiej. Podczas marszu zdemobilizował ok. 1/3 stanu osobowego, po dotarciu do Puszczy rozwiązał oddział.

## Formowanie
Oddział utworzony został przez komendanta Okręgu Wilno AK ppłk. Aleksandra Krzyżanowskiego ps. Wilk, rozkazem z 19 marca 1944, z połączenia:
- utworzonego w sierpniu 1943 oddziału partyzanckiego dowódcy Kedywu Okręgu Wilno AK,dowodzonego przez cichociemnego Adama Boryczkę ps. Tońko, od 14 grudnia 1943 operującego pod nazwą 6 Brygady Partyzanckiej AK (tzw. "mała" 6 Brygada Partyzancka AK)[1],
- utworzonego w styczniu 1944[2] oddziału partyzanckiego "Błyskawica", dowodzonego przez por. Piotra Jarusza vel Piotra Słoninę ps. Piotr[1].

## Działania partyzanckie

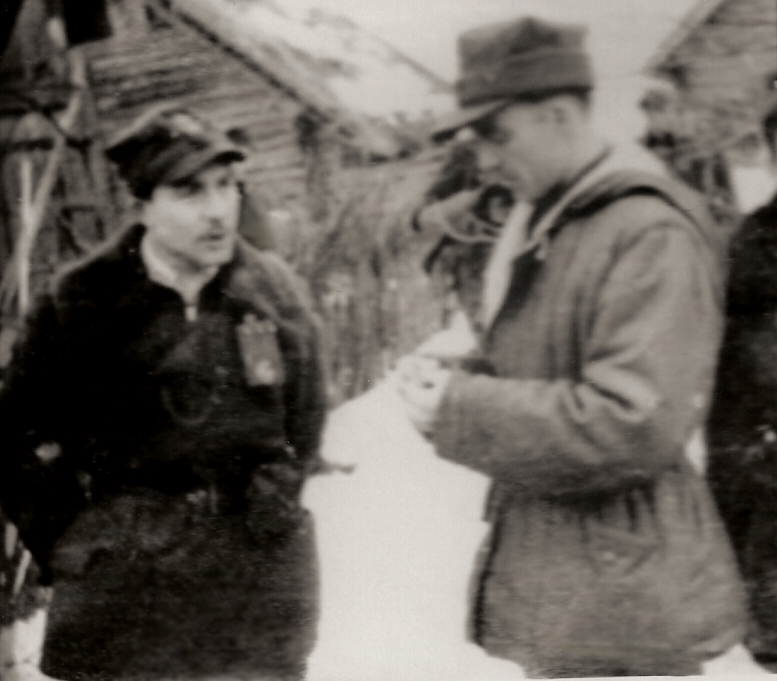
Romuald Rajs „Bury” (z lewej) i Piotr Motylewicz „Szczepcio” dowodzili w bitwie pod Mikuliszkami

Na początku stycznia 1944 brygada działała w południowo-wschodniej część Inspektoratu A na południe od Wilna. 8 stycznia, po bitwie pod Mikuliszkami wycofała się pod Woronowo. Kilka dni później, do brygady wrócił „Tońko” i kompanie wróciły się na teren Inspektoratu A do wsi Piełokańce. We wsi stacjonowała też 3 Brygada „Szczerbca”.
Około 23:00 w nocy z 17 stycznia obie brygady uderzyły na Rudomino. Obiektami ataku były: posterunek policji, poczta i domy mieszkalne urzędników. Litewscy policjanci poddali się. Kilku z nich otrzymało karę chłosty. Policjantom wyjaśniono że: Litwini i ludność litewska powinni wystąpić przeciw Hitlerowi i Niemcom. Po akcji na Rudomino dwie brygady wycofały się na teren Inspektoratu F i ześrodkowały się w pobliżu Polan.
Tam do brygad dołączyli się ochotnicy z Wilna, Taboryszek i obwodu oszmiańskiego. 
21 stycznia brygady 3 i 6 działając wspólnie, zaatakowały Polany. Nie było w nich jednak litewskich policjantów. Zdołali zbiec do pobliskiej Oszmiany. Zniszczono dokumentację w gminie i w siedzibie policji. Po tej akcji 3 i 6 brygady przeszły do Soł, a dwa dni później przemaszerowały na południe od Turgiel.
5 lutego do 3 i 6 brygady przybył na inspekcję komendant „Wilk”. Po inspekcji obie brygady przesunęły się do Mikuliszek.
Po przeprowadzeniu kilku wspólnych akcji z 3 Brygadą we wschodniej części Inspektoratu A, brygada przeszła na południowe tereny Inspektoratu. Na początku marca grupa partyzancka brygady, która dokonała udanej akcji na magazyny broni przy przystanku kolejowym Bękarty. Zdobyto około 25 skrzyń amunicji karabinowej. Bez strat wycofano się do Czernic, gdzie stacjonowała w owym czasie brygada.
W nocy z 3 na 4 marca grupa partyzancka pod dowództwem Apoloniusza Doszkiewicza „Polza” zaatakowała  niemiecki posterunek ochrony magazynu zbożowego w Kiejdziach. Niemcy bronili się zaciekle. W końcu część poddała się, pozostali uciekli do Jaszun. Zdobyto 1 rkm, 10 kb i amunicję. Zboże oddano miejscowym rolnikom. Straty Niemców: 1 zabity i 3 rannych, jeńców niemieckich po rozbrojeniu zwolniono. W walce zginął dowódca oddziału „Polza”, a 5 partyzantów zostało rannych.

### Reorganizacja brygady

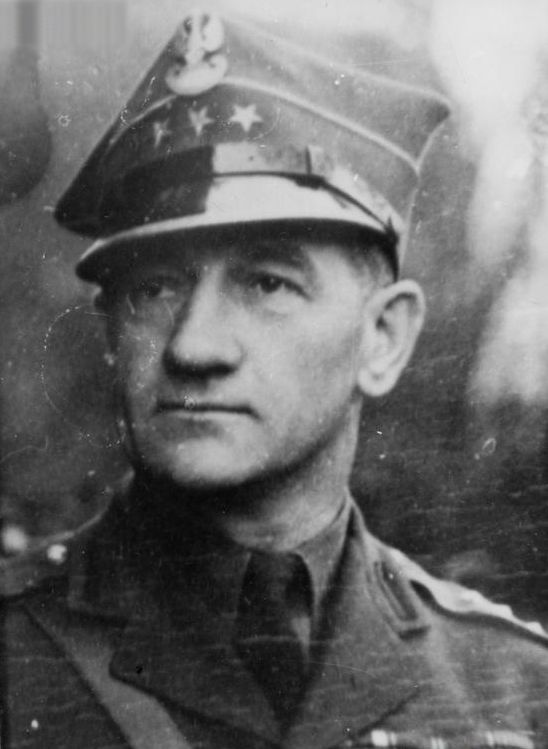
Dowódca 6 Brygady mjr Franciszek Koprowski „Konar, cichociemny

14 marca brygada otrzymała rozkaz do przejścia w okolice Sużan. 19 marca po mszy polowej, w obecności Komendanta „Wilka” nastąpił przegląd 6 Brygady i oddziału „Błyskawica”. Następnie mjr „Dąbek” odczytał rozkaz Komendanta Okręgu „Wilka” o włączeniu oddziału „Błyskawica” do 6 Brygady. Nowym dowódcą 6 Brygady został mianowany mjr Franciszek Koprowski „Konar”. „Tońko”, były dowódca brygady, został dowódcą 1 kompanii, obejmującej żołnierzy brygady przed połączeniem, por. „Piotr” dowódcą 2 kompanii, obejmującej dawny oddział „Błyskawicy”. Odtąd brygada podlegała wyłącznie Komendantowi Okręgu i nosiła nazwę 6 Wileńska Samodzielna Brygada Partyzancka AK.

### Działania w okresie Akcji „Burza”
W końcu czerwca brygada weszła w skład Zgrupowania nr 3 Okręgu Wilno Armii Krajowej. 
W pierwszych dniach lipca na te tereny spłynęły z lasów oddziały sowieckiej partyzantki, które żądały złożenia broni przez polskie oddziały.
6 Brygada stacjonowała na południowym skraju Puszczy Rudnickiej w gotowości bojowej do wykonania akcji „Roma”. Jedynie 3 kompania „Ziemowita” odeszła do ochrony sztabu polowego Okręgu Wileńsko-Nowogródzkiego. 
Rozkaz z 3 lipca nakazywał brygadzie opuszczenie rejonu Orany-Ejszyszki i do wieczora 7 lipca ześrodkowanie się pod Wilnem. Tu miała być w gotowości do działania jako odwód dowództwa, zająć pozycje na Trakcie Czarnym i osłaniać nacierające oddziały od wschodu.
5 lipca rozpoczęto 100 km marsz. Forsownym marszem, prawie bez odpoczynku brygada stawiła się rankiem 7 lipca w rejonie Wołkorabiszek, Doubian i Szwajcar. Natarcie na Wilno było już bezcelowe. Po dojściu do Wołkorabiszek otrzymano wiadomość o wkroczeniu do Szwajcar kolumny niemieckiej z jeńcami wojennymi i niebezpieczeństwie wynikającym z tego dla znajdującego się tam szpitala 3 zgrupowania polowego AK. 4 kompania i pododdziały 12 Brygady obsadziły wzgórza wokół Szwajcar. Niemcy zostali zmuszeni do złożenia broni. Zdobyto działko, 4 ckm i pełne uzbrojenie kompanii. Uwolniono 3000 jeńców: Rosjan, Włochów, Jugosłowian z obozu w Mińsku. 
9 lipca oddział „Dziewica” nawiązał łączność z dowódcą sowieckiego 167 pułku piechoty gwardii i wspólnie atakował Kamionkę. Poległ dowódca zwiadu konnego ppor. Zygmunt Odyniec „Wiesław”. Natarcie nie powiodło się.

## W Polsce Ludowej
W 2. połowie stycznia 1946 roku mjr Zygmunt Szendzielarz „Łupaszka”, pełniąc funkcję dowódcy partyzantki Komendy Okręgu Wileńskiego AK (działającego już w granicach powojennej Polski), uzyskał od ostatniego komendanta Okręgu Wileńskiego AK-DSZ ppłk. Antoniego Olechnowicza „Pohoreckiego” zgodę na utworzenie większego oddziału bojowego. Rozkazem nr 1 z 26 lutego 1946 roku powołał do życia 6 Brygadę Wileńską działającą w strukturach Zrzeszenia Wolność i Niezawisłość w rejonie Białostocczyzny i Podlasia. Brygada ta, walcząca w latach 1946–1952, kontynuowała tradycję 6 Wileńskiej Brygady AK, używając tej samej nazwy.

## Skład i obsada personalna w czerwcu 1944
Dowództwo

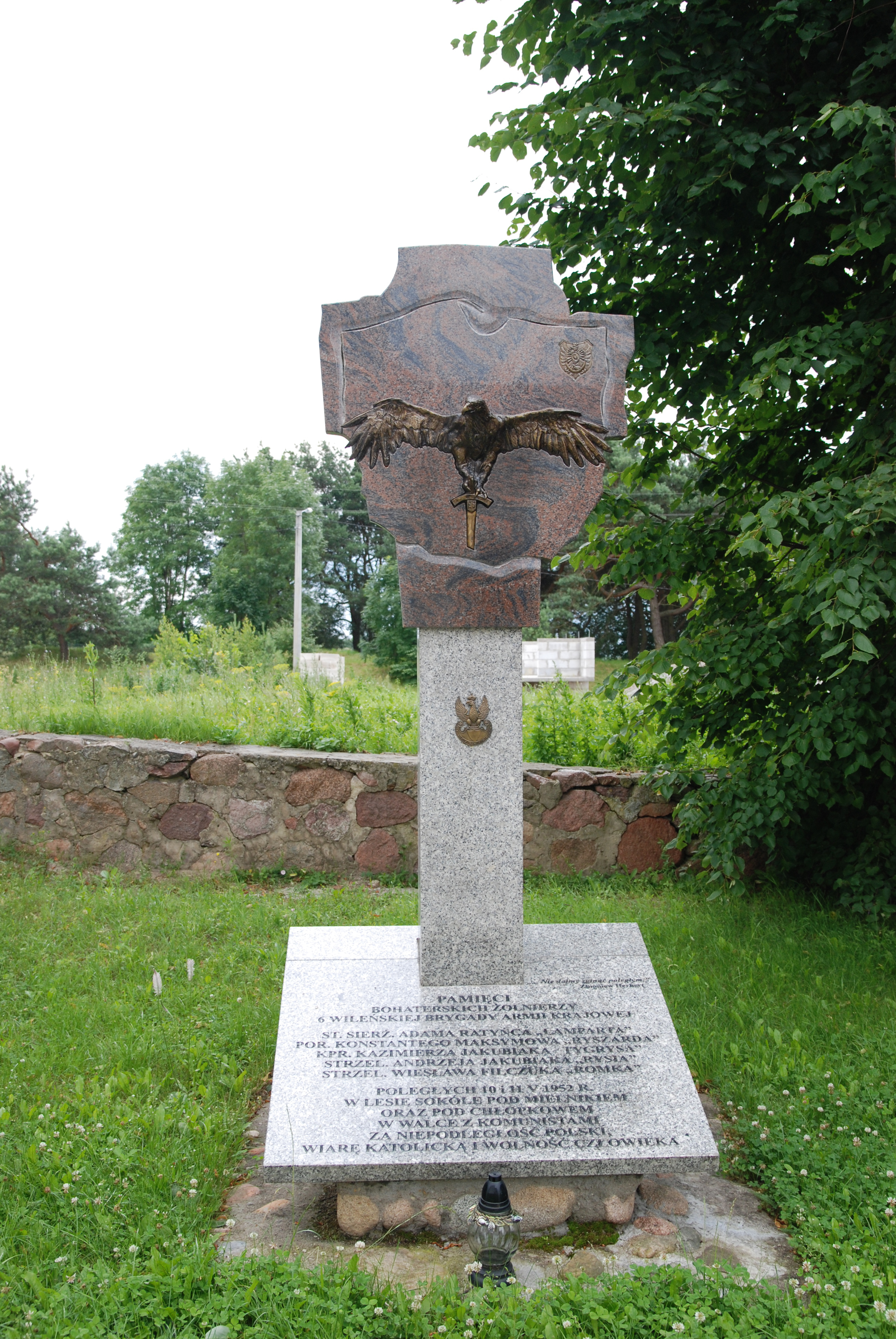
Pomnik pamięci 6 Wileńskiej Brygady AK w Mielniku na Podlasiu

- komendant – cichociemny mjr Franciszek Koprowski „Konar”
- adiutant – ppor. T. Sawicki „Otto”
- zastępca komendanta, szef sztabu – cichociemny por. Adam Boryczka „Tońko”[1]
- oficer wywiadu – rtm. M. Okulicz-Kozaryn „Dryja”
- pom. oficera wywiadu – por. M. Rycharski „Roman”
- oficer oświatowy – ppor. S. Turski „Ren”
- oficer ordynansowy – ppor. NN  „Dzięgiel”
- kwatermistrz – ppor. W. Borodziewicz  „Szkrab”
- radiotelegrafista – plut. J. Ałabuszew „Drucik”
- oficer obserwator – kpr. B. Tyman „Mały”
- ordynans komendanta – „Wołodyjowski”

Pododdziały
- 1 kompania – ppor. H. Meszczyński „Dziewic”
  - 1 pluton – ppor. rez. J. Moralewski „Klucz”
  - 2 pluton – ppor. Z. Błażejewicz „Zygmunt”
  - 3 pluton – A. Dobrowolski „Kruk”
  - podoficer broni – plut. J. Szarkiewicz „Madej”
  - podoficer żywnościowy – sierż. S. Rodziewicz „Pająk”

stan  kompanii – ok. 160 osób
- 2 kompania – por. rez. P. Jarusz vel Słonina „Piotr”[1]
  - 1 pluton – ppor. rez. S. Czepułkowski „Czeng”
  - 2 pluton – ppor. rez. W. Mackiewicz „Pobóg”
  - 3 pluton – pchor. J. Rusiecki  „Tadeusz”

stan  kompanii – ok. 160 osób
- 3 kompania – por. rez. P. Górski „Ziemowit”
  - 1 pluton – plut. „Lubart”[6]
  - 2 pluton – plut. T. Cieleń „Wydra”
  - 3 pluton – plut. „Szwagier”

stan  kompanii – ok. 90 osób
- kompania specjalna – por. rez. E. Stefanowicz „Strach”
  - 1 pluton – ppor. rez. J. Ostaszkiewicz „Bąk”
  - 2 pluton – cichociemny kpt. Marian Mostowiec „Lis”
  - 3 pluton osłonowy KO – ppor. W. Staszkiewicz „Himfel”

stan kompanii – ok. 160 osób
- zwiad konny –  ppor. Z. Odyniec „Wiesław” 
  - 1 pluton – kpr. pchor. L. Rahden „Zadora”
  - 2 pluton – plut. A. Skawiński „Rober”

3 pluton – plut. K. Hrynkiewicz  „Andrzej” 
stan – ok. 50 osób
- pluton ckm i broni towarzyszącej – por. NN „Lis”

stan – ok. 30 osób
- drużyna żandarmerii – ppor. rez. żand. Jan F. Morelewski „Roland”

stan – ok. 12 osób.
- tabory – plut. W. Klujszo „As”

stan – ok. 15 osób
Stan 6 Brygady 30 czerwca 1944 wynosił ok. 690 osób